# Vasili Zavoroejev
Vasili Sergejevitsj Zavoroejev (Russisch: Василий Сергеевич Заворуев) (Moskou, 13 januari 1987) is een basketbalspeler die speelde voor de nationale team van Rusland. Hij werd Meester in de sport van Rusland, Internationale Klasse.

## Carrière
Zavoroejev begon zijn carrière bij CSKA Moskou in 2003. Met CSKA werd hij twee keer Landskampioen van Rusland in 2005 en 2006. Ook werd hij twee keer Bekerwinnaar van Rusland in 2005 en 2006. In 2006 won Zavoroejev met CSKA de EuroLeague Men. In 2006 ging hij naar Standard Toljatti. Na één jaar stapte hij over naar BK Kiev in Oekraïne. Na één jaar ging hij naar AEL Limassol BC op Cyprus. In 2008 keerde hij terug naar Rusland om te spelen voor  Spartak Sint-Petersburg. In 2010 gaat Zavoroejev spelen voor Dinamo Moskou. Na het seizoen keert hij terug naar Spartak Sint-Petersburg. In 2013 gaat hij spelen voor Jenisej Krasnojarsk. Na één jaar verhuisd hij naar Krasnyj Oktjabr Wolgograd. In 2016 gaat hij terug naar Jenisej Krasnojarsk. In 2020 stapte hij over naar Roena Moskou. Hij stopte in 2020 met basketbal.

## Erelijst
- Landskampioen Rusland: 2
  - Winnaar: 2005, 2006
  - Derde: 2013
- Bekerwinnaar Rusland: 2
  - Winnaar: 2005, 2006
  - Runner-up: 2013
- EuroLeague Men: 1
  - Winnaar: 2006